# 第66师团 (日本陆军)
第66师团（だいろくじゅうろくしだん）是大日本帝國陸軍师团之一。

## 沿革
1944年（昭和19年）8月，以駐屯於台湾的独立混成第46旅團為基礎，並由運兵船被击沉而滞留在台湾的部队，並於花蓮港完成编成。所属的步兵第249联队中有部分臺灣原住民参加。最初，以負責台灣東部的防衛工作為主。1945年2月向台北移動，但仍負責台灣東部之防衛工作。3月，將花蓮與台東地區的防務工作移讓至獨立混成第102旅團。 4月，進一步縮小防衛地區，將宜蘭地區移讓至獨立混成第112旅團，並將原駐守於宜蘭的兵力集中在台北地區。終戰後，轉移到台東當地自立，12月從事恆春─蘇澳道路間的修復工作。於1946年1月，由蘇澳北上至基隆，並於鹿兒島，田邊及大竹等地區上陸，完成復員。

## 师团概要

### 歴代师团長
- 北川一夫 中将：1944年7月14日－1945年8月
- 中島吉三郎 中将：1944年11月2日－1945年8月

### 最終司令部構成
- 参謀長：鈴木君次大佐
  - 参謀：南武正中佐
  - 参謀：杉本保次少佐
- 経理部長：渡边卯七主計中佐
- 軍医部長：遠山曻軍医中佐

### 最終所属部隊
- 步兵第249联队（台湾）：高木環大佐
- 步兵第304联队（台湾）：柳泽啓造大佐
- 步兵第305联队（台湾）：青木功大佐
- 第66师团迫撃砲隊：八坂留吉少佐
- 第66师团速射砲隊：
- 第66师团工兵隊：
- 第66师团輜重兵隊：宮島福治大尉
- 第66师团通信隊：藤岡孫市大尉
- 第66师团兵器勤務隊：
- 第66师团衛生隊：是永浩中佐
- 第66师团第1野战医院：
- 第66师团第2野战医院：
- 第66师团病馬廠：